# 格勒諾布爾美術館

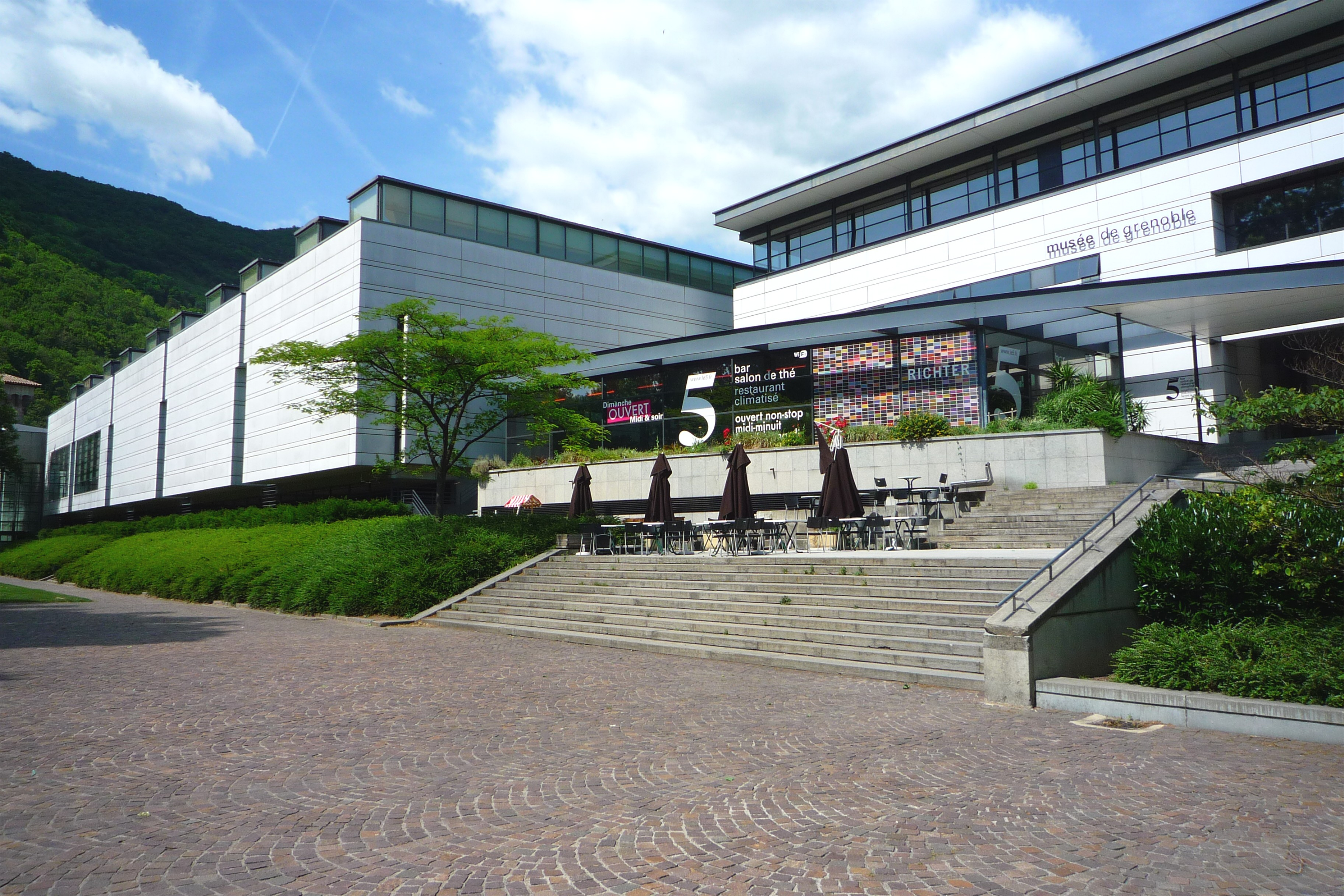
格勒諾布爾美術館

格勒諾布爾美術館（法語：Musée de Grenoble）是位於法國格勒諾布爾的一座美術館。格勒諾布爾美術館無論在古代美術藏品還是在現代美術藏品方面都享譽盛名。美術館創建於1798年2月16日。

## 外部連結
- （法文）Official Website （页面存档备份，存于）